# Seznam dílů seriálu Jake 2.0
Toto je seznam dílů seriálu Jake 2.0. Americký dramatický seriál Jake 2.0 byl premiérově vysílán v roce 2003 na stanici UPN, celkem vzniklo 16 dílů.

## Přehled řad
| Řada | Díly | Premiéra v USA | Premiéra v USA    | Premiéra v ČR  | Premiéra v ČR  |
| Řada | Díly | První díl      | Poslední díl      | První díl      | Poslední díl   |
| ---- | ---- | -------------- | ----------------- | -------------- | -------------- |
| 1    | 16   | 10. září 2003  | 17. prosince 2003 | 20. února 2006 | 5. června 2006 |

## Seznam dílů
| Č. v seriálu | Původní název                    | Český název                         | Režie            | Scénář                          | Premiéra v USA     | Premiéra v ČR   |
| ------------ | -------------------------------- | ----------------------------------- | ---------------- | ------------------------------- | ------------------ | --------------- |
| 1            | The Tech                         | —                                   | Robert Lieberman | Silvio Horta                    | 10. září 2003      | 20. února 2006  |
| 2            | Training Day                     | Výcvik                              | David Greenwalt  | David Greenwalt a Grant Scharbo | 17. září 2003      | 27. února 2006  |
| 3            | Cater Waiter                     | Číšník                              | Harry Winer      | Silvio Horta                    | 24. září 2003      | 6. března 2006  |
| 4            | Arms and the Girl                | Zbraně a dívka                      | Milan Cheylov    | Mark Wilding                    | 1. října 2003      | 13. března 2006 |
| 5            | The Good, the Bad, and the Geeky | Sova smrti                          | David Barrett    | Javier Grillo-Marxuach          | 8. října 2003      | 20. března 2006 |
| 6            | Last Man Standing                | Poslední muž na nohou               | David Barrett    | Grant Scharbo a Gina Matthews   | 15. října 2003     | 27. března 2006 |
| 7            | Jerry 2.0                        | Jerry                               | Leslie Libman    | Dave Johnson                    | 29. října 2003     | 3. dubna 2006   |
| 8            | Middleman                        | Prostředník                         | Michael Grossman | Jesse Stern                     | 5. listopadu 2003  | 10. dubna 2006  |
| 9            | Whiskey-Tango-Foxtrot            | Whisky-tango-foxtrot                | Allan Kroeker    | Javier Grillo-Marxuach          | 12. listopadu 2003 | 17. dubna 2006  |
| 10           | The Spy Who Really Liked Me      | Špiónka, která mě měla opravdu ráda | David Straiton   | Mark Wilding                    | 19. listopadu 2003 | 24. dubna 2006  |
| 11           | Prince and the Revolution        | Princ a revoluce                    | Jorge Montesi    | Dave Johnson                    | 10. prosince 2003  | 1. května 2006  |
| 12           | Double Agent                     | Dvojitý agent                       | David Barrett    | David Greenwalt a Silvio Horta  | 17. prosince 2003  | 8. května 2006  |
| 13           | Blackout                         | Ztráta paměti                       | Milan Cheylov    | Jesse Stern                     | nebylo vysíláno    | 15. května 2006 |
| 14           | Get Foley                        | Chyťte Foleyho                      | Adam Davidson    | Javier Grillo-Marxuach          | nebylo vysíláno    | 22. května 2006 |
| 15           | Dead Man Talking                 | Mrtvý promlouvá                     | Leslie Libman    | Mark Wilding                    | nebylo vysíláno    | 29. května 2006 |
| 16           | Upgrade                          | Upgrade                             | Stephen Miner    | David Greenwalt a Silvio Horta  | nebylo vysíláno    | 5. června 2006  |